# کمیته المپیک اتیوپی
کمیته المپیک اتیوپی (انگلیسی: Ethiopian Olympic Committee) یک سازمان ورزشی است که نماینده کشور اتیوپی در کمیته بین‌المللی المپیک می‌باشد.
این سازمان که در سال ۱۹۴۸ تأسیس شده مسئول آماده‌سازی و اعزام ورزشکاران به بازی‌های المپیک، بازی‌های المپیک جوانان و بازی‌های آفریقایی است.